# Constantijn Huygens

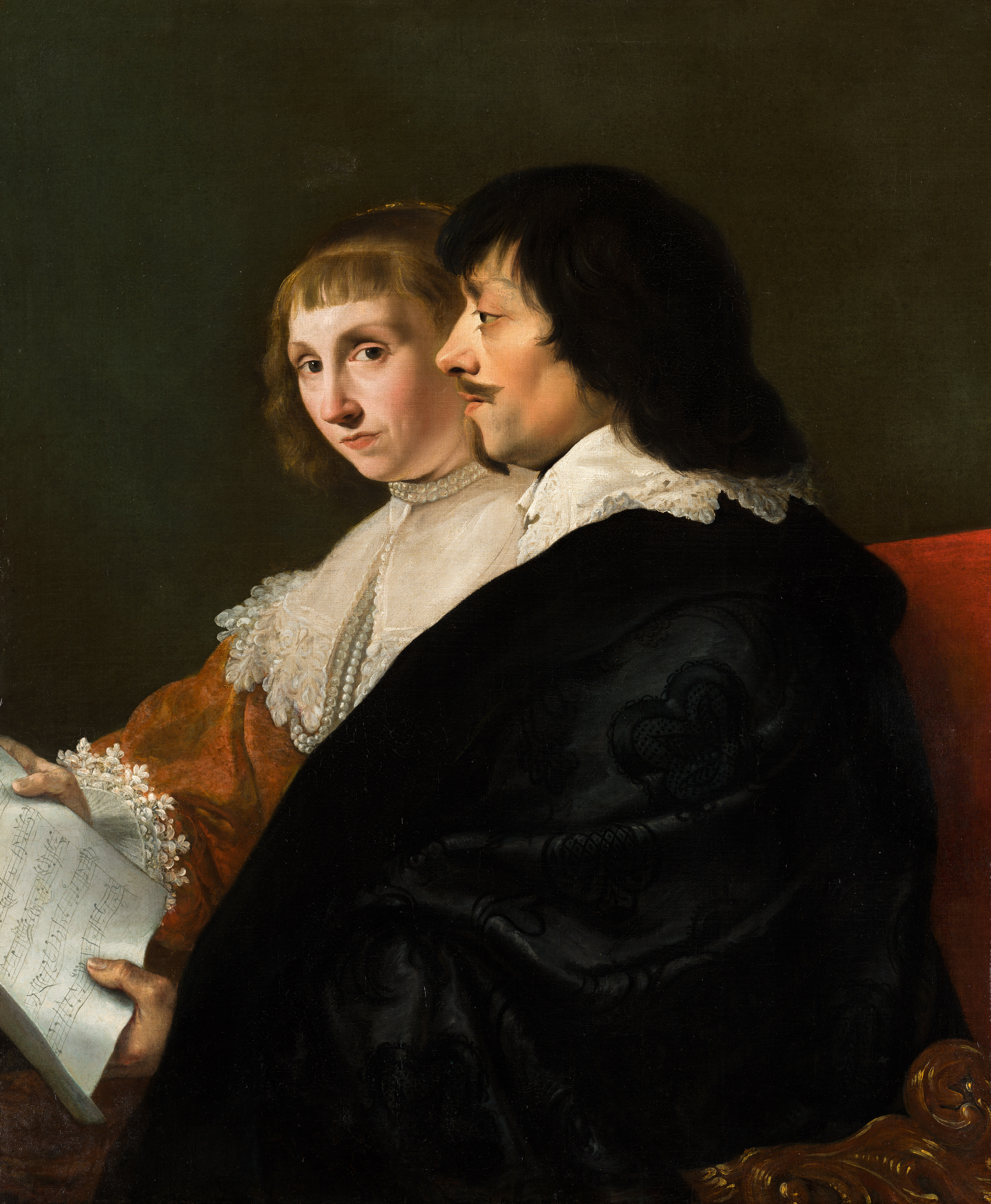
Gemälde von Jacob van Campen, identifiziert als Constantijn und Suzanna Huygens

Constantijn Huygens (* 4. September 1596 in Den Haag; † 28. März 1687 ebenda) war ein niederländischer Diplomat, Dichter und Komponist.

## Leben und Wirken
Constantijn Huygens war der zweitgeborene Sohn des Staatsratssekretärs Christiaan Huygens (1551–1624) und der Susanna Hoefnagel (1561–1633), der jüngsten Schwester des Malers Joris Hofnagel. Neben seinem ein Jahr älteren Bruder Maurits hatte er vier jüngere Schwestern, von denen zwei als Jugendliche starben. Mit seiner Mutter hatte er eine enge Verbindung, die sich in ihren Briefen an ihn spiegelt, die sich in seinem Nachlass fanden.
Er studierte als junger Mann Jura und wurde Diplomat und Sekretär von zwei holländischen Statthaltern, Friedrich Heinrich und Wilhelm II. Dabei musste er oft anstrengende Reisen, sogar zu Schlachten, machen. Um 1640 konnte er es sich leisten, in Voorburg das Herrenhaus Hofwijck (jetzt Museum) bauen zu lassen. Den viereckigen Bau hatte er selbst entworfen. Er schrieb in sieben Sprachen, viele witzige und wie im 17. Jahrhundert üblich, oft auch moralische und fromme Gedichte, für ein gebildetes Publikum, sowie eine Komödie und einige Satiren.
1627 heiratete Huygens Suzanna van Baerle (1599–1637), eine Großnichte seiner Mutter. Seine Mutter hatte bereits 1622 versucht, die junge Frau mit ihrem älteren Sohn zu verkuppeln, doch Suzanna lehnte Maurits’ Heiratsantrag ab. Auch Constantijns ersten Antrag nahm sie nicht an. Erst nachdem er mit Sonetten um sie geworben hatte, ließ sie sich von seiner Liebe überzeugen und heiratete ihn.  Während seiner häufigen Abwesenheit im Dienste des Statthalters führte sie den großen Haushalt und koordinierte den Bau eines neuen, repräsentativen Stadthauses in Den Haag. Obwohl von schwacher Gesundheit gebar sie in schneller Folge fünf Kinder. Wenige Wochen nach der Geburt der einzigen Tochter Susanna 1637 starb sie. Die Familie zog ohne sie in das eben fertiggestellte Haus. Ihr Mann führte über ihre Ehe ein Tagebuch, das die große Verbundenheit der Eheleute bezeugt und ihre aktive Teilnahme an seinen künstlerischen Ambitionen. Von den vier Söhnen war Constantijn ebenfalls Sekretär der Herrscher der Niederlande, Christiaan einer der führenden Mathematiker und Physiker des 17. Jahrhunderts und Lodewijck Diplomat.
Huygens war mit René Descartes befreundet und unterstützte ihn bei der Drucklegung seiner Bücher. Huygens war auch als Musiker und Komponist tätig. Er beherrschte das Spiel der Laute, der Viola da gamba, des Cembalos und der Orgel. 1640 schrieb er ein Orgeltraktat Gebruyck of ongebruyck van ’t orgel in de kercken der Vereenighde Nederlanden und 1658 eine Schrift über
den Kerck-gebruyck der Psalmen.
Constantijn Huygens ist zusammen mit seinem Sohn Christiaan Huygens Namensgeber des Huygens-Institut für die Geschichte der Niederlande.
Am 28. März 1687 starb Constantijn Huygens im Alter von 90 Jahren.